# 池田町大利
池田町大利（いけだちょうおおり）は、徳島県三好市の町名。2015年10月1日現在の人口は312人、世帯数は156世帯。郵便番号は〒779-5164。

## 地理
北は池田町中西、東は池田町松尾、南は祖谷川を挟んで池田町川崎、西は吉野川を挟んで山城町下川にそれぞれ接する。北流する吉野川と祖谷川が合流する地点の右岸山腹に位置する。

### 河川
- 吉野川
- 祖谷川
- 漆川

### 小字
| - 青石 - 油田 - 今村 - 大田 - 大西 - 大東 - ヲニイシ - カゲヤブ - 梶岡 - 上尾後 | - 京田 - 久尾 - 楠中 - 蔵谷 - 国畑 - コニワ - 込 - 崎谷 - 下大田 - 城間 | - 寿丸 - 平 - 田尾 - 為成 - 出合 - 中山 - 成中 - 西峯 - 野田 - 花熊 | - 日浦 - 平石 - 古田 - 古畑 - 峯岡 - 宮平 - 宮平影 - 休場 |  |

## 歴史
- 2006年（平成18年）3月1日 - 三好郡池田町が三野町・山城町・井川町・東祖谷山村・西祖谷山村と合併して三好市が発足し、現在の町名となる。

## 施設
- 八幡神社
- 二宮神社
- 藤原神社
- 天地宇宙王
- 大利城址

### かつて存在した施設
- 三好市立出合小学校

## 交通

### 鉄道
- 地内に駅はなく、最寄り駅はJR土讃線の祖谷口駅。

### 道路
都道府県道
- 徳島県道32号山城東祖谷山線
- 徳島県道140号大利辻線
- 徳島県道269号三縄停車場黒沢線

### 橋梁
- 祖谷口橋 - 吉野川。徳島県道32号山城東祖谷山線。